# Sportjahr 1921
Liste der Sportjahre

◄◄ | ◄ | 1917 | 1918 | 1919 | 1920 | Sportjahr 1921 | 1922 | 1923 | 1924 | 1925 | ► | ►►

Weitere Ereignisse

## Ereignisse

### Olympische Frauenspiele
- 24. März: In Monte-Carlo starten die Ersten Olympischen Frauenspiele; veranstaltet werden sie von der Internationalen Frauen-Sport-Föderation. An der bis zum 31. März dauernden Veranstaltung nehmen rund 100 Frauen aus England, Frankreich, der Schweiz und Italien teil. Ausgetragen werden Laufwettbewerbe (zwischen 60 und 800 Metern, Hürden- und Staffelsprints), Hoch- und Weitsprung, Speerwurf und Kugelstoßen. Dazu kommen ein Basketballturnier sowie Demonstrationen der Sportgymnastik und des Push-Ball-Spiels. Im offiziellen Programm angekündigte Hockey- und Fußballspiele fallen hingegen aus.

### Badminton
Höhepunkte des Badmintonjahres 1921 waren die All England, die Irish Open und die Scottish Open.

### Internationale Veranstaltungen
| Veranstaltung | Herreneinzel       | Dameneinzel            | Herrendoppel                   | Damendoppel                         | Mixed                                     |
| ------------- | ------------------ | ---------------------- | ------------------------------ | ----------------------------------- | ----------------------------------------- |
| All England   | George Alan Thomas | Kitty McKane           | George Alan Thomas Frank Hodge | Margaret McKane Stocks Kitty McKane | George Alan Thomas Hazel Hogarth          |
| Irish Open    | George Alan Thomas | -                      | Frank Devlin Robert Plews      | Hazel Hogarth E. F. Stewart         | George Alan Thomas Hazel Hogarth          |
| Scottish Open | George Alan Thomas | Lavinia Clara Radeglia | R. A. J. Goff Frank Devlin     | Eveline Peterson D. M. Aitken       | George Alan Thomas Lavinia Clara Radeglia |

### Fußball
- 2. bis 30. Oktober: Argentinien gewinnt erstmals den Campeonato Sudamericano, der im eigenen Land ausgetragen wird. Der brasilianische Verband reist nach einer Parlamentsdebatte und einem Anruf des Staatspräsidenten ohne farbige Spieler mit einer rein weißen Mannschaft an.

### Leichtathletik
- 7. Juni: Hermann Müller, Deutschland, absolviert das 50.000-Meter-Gehen der Männer in 4:40:15 h.
- 12. Juni: Paavo Nurmi, Finnland, läuft die 5000 Meter der Männer in 14:35,4 min.
- 13. Juni: Elizabeth Stine, USA, erreicht im Dreisprung der Frauen 10,32 m.
- 22. Juli: Paavo Nurmi, Finnland, läuft die 10.000 Meter der Männer in 30:40,2 min.
- 23. Juli: Edward Gourdin, USA, springt im Weitsprung der Männer 7,69 m.

### Radsport
- 25. Mai bis 12. Juni: Der Italiener Costante Girardengo gewinnt die ersten vier Etappen des Giro d’Italia 1921, muss aber auf der fünften Etappe aufgeben. Gesamtsieger wird sein Landsmann Giovanni Brunero.
- 26. Juni bis 24. Juli: Der Belgier Léon Scieur gewinnt die Tour de France 1921.
- UCI-Bahn-Weltmeisterschaften 1921
- UCI-Straßen-Weltmeisterschaften 1921

### Ringen
- Ringer-Weltmeisterschaften 1921
- Ringer-Europameisterschaften 1921

### Schach
- ab 15. März: Schachweltmeisterschaft 1921 zwischen Emanuel Lasker und José Raúl Capablanca
- 19. März: Die Fédération Française des Échecs wird gegründet.

## Geboren

### Januar

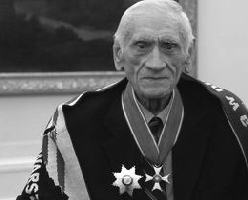
Kazimierz Górski

- 01. Januar: Alain Mimoun, algerischer Leichtathlet († 2013)
- 03. Januar: Gunnar Eriksson, schwedischer Skilangläufer († 1982)
- 04. Januar: Valle Rautio, finnischer Leichtathlet († 1973)
- 06. Januar: Louis Déprez, französischer Radrennfahrer († 1999)
- 07. Januar: Jewgeni Babitsch, sowjetisch-russischer Eishockeyspieler und Olympiasieger 1956 († 1972)
- 09. Januar: Ágnes Keleti, ungarische Kunstturnerin († 2025)
- 10. Januar: Rodger Ward, US-amerikanischer Automobilrennfahrer († 2004)
- 11. Januar: Willy Klopfenstein, Schweizer Skispringer († 2002)
- 16. Januar: Giuseppe Moro, italienischer Fußballspieler († 1974)
- 19. Januar: Gunther Baumann, deutscher Fußballspieler († 1996)
- 20. Januar: Karl-Heinz Gehmlich, deutscher Fußballspieler († 2005)
- 21. Januar: Nils Lundh, schwedischer Skispringer († 2005)
- 22. Januar: Sepp Weiler, deutscher Skispringer († 1997)
- 23. Januar: Anton Wieser, österreichischer Skispringer und Skisprungtrainer († 1993)
- 24. Januar: Roland Schnell, deutscher Motorradrennfahrer († 1980)
- 27. Januar: Kurt Meyer, deutscher Fußballspieler († 2008)

### Februar
- 01. Februar: José-Maria Ibánez, argentinischer Autorennfahrer
- 01. Februar: Heinz Kluge, deutscher Handballspieler († 2001)
- 08. Februar: Emmy Putzinger, österreichische Eiskunstläuferin († 2001)
- 09. Februar: Eusebio Castigliano, italienischer Fußballspieler († 1949)
- 13. Februar: Markus Bernhard, deutscher Handball- und Basketballspieler († 2002)
- 15. Februar: Frank Seno, US-amerikanischer American-Football-Spieler († 1974)
- 16. Februar: Jean Behra, französischer Automobilrennfahrer († 1959)
- 19. Februar: Ernie McCoy, US-amerikanischer Automobilrennfahrer († 2001)
- 24. Februar: Gaston Reiff, belgischer Leichtathlet († 1992)
- 27. Februar: Roger De Pauw, belgischer Radrennfahrer († 2020)

### März
- 01. März: Hans Roggow, deutscher Fußballspieler und -trainer († 2004)
- 02. März: Kazimierz Górski, polnischer Fußballspieler und -trainer († 2006)
- 12. März: Don McCafferty, US-amerikanischer American-Football-Trainer († 1974)
- 19. März: Émile Bongiorni, französischer Fußballspieler († 1949)
- 21. März: Paco Godia, spanischer Automobilrennfahrer († 1990)
- 24. März: Frank Dunster, kanadischer Eishockeyspieler († 1995)
- 24. März: Wassili Smyslow, russischer Schach-Großmeister († 2010)
- 27. März: Paulo Moacyr Barbosa Nascimento, brasilianischer Fußballspieler († 2000)
- 27. März: Margaret Gomm, britische Schwimmerin († 1974)
- 31. März: Väinö Koskela, finnischer Leichtathlet († 2016)

### April
- 01. April: Frederick Fortune, US-amerikanischer Bobfahrer († 1994)
- 01. April: Aldo Trivella, italienischer Skispringer († 1978)
- 06. April: Christel Schulz, deutsche Leichtathletin († 2014)
- 06. April: Wilbur Thompson, US-amerikanischer Leichtathlet († 2013)
- 09. April: Vince Banonis, US-amerikanischer American-Football-Spieler († 2010)
- 09. April: Alfred Preißler, deutscher Fußballspieler († 2003)
- 12. April: Nils Björklöf, finnischer Kanute († 1987)
- 15. April: Ray Poole, US-amerikanischer American-Football-Spieler († 2008)
- 19. April: Alf Olesen, dänischer Leichtathlet († 2007)
- 26. April: François Picard, französischer Automobilrennfahrer († 1996)

### Mai
- 05. Mai: May Nilsson, schwedische Skirennläuferin († 2009)
- 06. Mai: Hildegard Nissen, dänische Leichtathletin († 2015)
- 07. Mai: Gaston Rébuffat, französischer Bergsteiger († 1985)
- 11. Mai: Geoffrey Crossley, britischer Automobilrennfahrer († 2002)
- 15. Mai: Leopold Tajner, polnischer Skisportler († 1993)
- 15. Mai: Čestmír Vycpálek, tschechischer Fußballspieler und -trainer († 2002)
- 20. Mai: Aldo Gordini, französischer Automobilrennfahrer († 1995)
- 20. Mai: Hal Newhouser, US-amerikanischer Baseballspieler († 1998)
- 21. Mai: Ruth Langer, österreichisch-britische Schwimmerin († 1999)
- 28. Mai: Bill Paschal, US-amerikanischer American-Football-Spieler († 2003)
- 29. Mai: Karen Hoff, dänische Kanutin († 2000)
- 30. Mai: Frank Kilroy, US-amerikanischer American-Football-Spieler († 2007)

### Juni
- 04. Juni: Bobby Wanzer, US-amerikanischer Basketballspieler († 2016)
- 06. Juni: Horst-Gregorio Canellas, deutscher Fußballfunktionär († 1999)
- 09. Juni: Hellmut May, österreichischer Eiskunstläufer und Eiskunstlauftrainer († 2011)
- 10. Juni: Jean Robic, französischer Radrennfahrer († 1980)
- 13. Juni: Oswald Junkes, deutscher Gewichtheber († 1993)
- 15. Juni: Pekka Kuvaja, finnischer Skilangläufer († 2003)
- 28. Juni: Hans Dürst, Schweizer Eishockeyspieler († 2001)
- 29. Juni: Benjamin Vanninen, finnischer Skilangläufer († 1975)

### Juli
- 03. Juli: Ture Axelsson, finnischer Kanute († 2012)
- 04. Juli: Karl Aage Hansen, dänischer Fußballspieler († 1990)
- 07. Juli: Rollo Gebhard, deutscher Einhandsegler, Autor und Tierschützer († [2013)
- 13. Juli: Carl Monssen, norwegischer Ruderer († 1992)
- 17. Juli: Louis Lachenal, französischer Alpinist († 1955)
- 18. Juli: James Couttet, französischer Skisportler und Skisporttrainer († 1997)
- 21. Juli: Ted Schroeder, US-amerikanischer Tennisspieler († 2006)
- 22. Juli: Rudolf Diwald, österreichischer Tischtennisspieler († 1952)
- 26. Juli: Amedeo Amadei, italienischer Fußballspieler und -trainer († 2013)
- 27. Juli: Mario Ibáñez, chilenischer Fußballtorwart und Arzt († 2004)
- 29. Juli: Józef Daniel Krzeptowski, polnischer Skisportler († 2002)

### August
- 01. August: Jack Kramer, US-amerikanischer Tennisspieler († 2009)
- 02. August: Rudi Michel, deutscher Sportjournalist († 2008)
- 04. August: Maurice Richard, kanadischer Eishockeyspieler († 2000)
- 12. August: Matt Gillies, schottischer Fußballspieler und -trainer († 1998)
- 16. August: Dick Wildung, US-amerikanischer American-Football-Spieler († 2006)
- 18. August: Gottfried Lenk, deutscher Fußballspieler († 2004)
- 23. August: Franco Ossola, italienischer Fußballspieler († 1949)
- 24. August: Schuyler Carron, US-amerikanischer Bobfahrer († 1964)
- 24. August: Ercole Rabitti, italienischer Fußballspieler und -trainer († 2009)
- 24. August: Sam Tingle, rhodesischer Automobilrennfahrer († 2008)
- 31. August: Mieczysław Palus, polnischer Eishockeyspieler und -trainer († 1986)

### September
- 05. September: Karl Decker, österreichischer Fußballspieler und Trainer († 2005)
- 06. September: Hanggi Boller, Schweizer Eishockeyspieler, -trainer und -funktionär († 2007)
- 11. September: Bruno Moravetz, deutscher Sportreporter († 2013)
- 11. September: Reg Schroeter, kanadischer Eishockeyspieler († 2002)
- 11. September: Ydnekachew Tessema, äthiopischer Fußballspieler und Sportfunktionär († 1987)
- 14. September: Helmut Bantz, deutscher Turner († 2004)
- 14. September: Herbert Ulrich, tschechisch-österreichisch-deutscher Eishockeyspieler und -trainer († 2002)
- 20. September: Carlo Parola, italienischer Fußballspieler und -trainer († 2000)
- 22. September: Harald Eriksson, schwedischer Skilangläufer († 2015)
- 22. September: Ian Raby, britischer Automobilrennfahrer († 1967)
- 23. September: Janko Mežik, jugoslawischer Skispringer († 1998)
- 25. September: Stefan Csorich, polnischer Eishockeyspieler und -trainer († 2008)
- 30. September: Fritz Meusel, deutscher Fußballspieler († unbekannt)

### Oktober
- 02. Oktober: Mike Nazaruk, US-amerikanischer Automobilrennfahrer († 1955)
- 02. Oktober: Giorgio Scarlatti, italienischer Automobilrennfahrer († 1992)
- 03. Oktober: Ray Lindwall, australischer Cricket- und Rugby-League-Spieler († 1996)
- 06. Oktober: Rinaldo Martino, argentinisch-italienischer Fußballspieler († 2000)
- 06. Oktober: Maurice De Muer, französischer Radrennfahrer († 2012)
- 07. Oktober: Raymond Goethals, belgischer Fußballtrainer († 2004)
- 07. Oktober: Aatto Pietikäinen, finnischer Skispringer († 1966)
- 12. Oktober: Jaroslav Drobný, tschechoslowakischer Tennis- und Eishockeyspieler († 2001)
- 13. Oktober: Jaroslav Juhan, guatemaltekischer Automobilrennfahrer († 2011)
- 15. Oktober: Angelica Adelstein-Rozeanu, rumänische Tischtennisspielerin († 2006)
- 15. Oktober: Al Pease, kanadischer Automobilrennfahrer († 2014)
- 19. Oktober: Gunnar Nordahl, schwedischer Fußballspieler († 1995)
- 20. Oktober: Manuel Ayulo, US-amerikanischer Automobilrennfahrer († 1955)
- 20. Oktober: Stein Johnson, norwegischer Diskuswerfer († 2012)
- 20. Oktober: Heinz Lehmann, deutscher Schachspieler († 1995)
- 21. Oktober: Frans Gielen, belgischer Radrennfahrer († 2004)
- 23. Oktober: Helfried Winger, österreichischer Eishockeyspieler († 1998)
- 26. Oktober: Joe Fulks, US-amerikanischer Basketballspieler († 1976)

### November
- 03. November: Børge Mortensen, dänischer Radrennfahrer († 2005)
- 05. November: Kurt Adolff, deutscher Automobilrennfahrer († 2012)
- 11. November: Bruno Banducci, US-amerikanischer American-Football-Spieler († 1985)
- 11. November: Milorad Pavić, jugoslawischer Fußballtrainer († 2005)
- 15. November: Gil Bouley, US-amerikanischer American-Football-Spieler († 2006)
- 16. November: Edmondo Fabbri, italienischer Fußballspieler und -trainer († 1995)
- 16. November: Eero Rautiola, finnischer Skilangläufer († 2010)
- 17. November: Edith Keller-Herrmann, deutsche Schachspielerin († 2010)
- 18. November: Louis Van Schil, belgischer Radrennfahrer († 2006)
- 20. November: Robert Schwan, deutscher Fußballmanager († 2002)
- 30. November: Edward Adamczyk, polnischer Leichtathlet und Sportlehrer († 1993)

### Dezember
- 05. Dezember: Felix Endrich, Schweizer Bobfahrer († 1953)
- 06. Dezember: Otto Graham, American-Football-Spieler und -Trainer, Basketballspieler († 2003)
- 10. Dezember: Richard Ackerschott, deutscher Fußballspieler († 2002)
- 11. Dezember: Bob Zimny, US-amerikanischer American-Football-Spieler († 2011)
- 12. Dezember: George Mara, kanadischer Eishockeyspieler († 2006)
- 14. Dezember: Charley Trippi, US-amerikanischer American-Football-Spieler und -Trainer († 2022)
- 17. Dezember: Silvio Alverà, italienischer Skirennläufer († 1985)
- 19. Dezember: Julius Juhn, österreichischer Eishockeyspieler († 1996)
- 20. Dezember: Väinö Mäkelä, finnischer Leichtathlet († 1982)
- 21. Dezember: Karl-Günther Bechem, deutscher Automobilrennfahrer († 2011)
- 21. Dezember: Paul Falk, deutscher Eiskunstläufer († 2017)
- 22. Dezember: Laurent Bernier, kanadischer Skispringer († 2007)
- 24. Dezember: Bill Dudley, US-amerikanischer American-Football-Spieler († 2010)
- 25. Dezember: Walter Than, deutscher Tischtennisspieler († 2011)
- 29. Dezember: Franz Gabl, österreichischer Skirennläufer († 2014)

## Gestorben
- 05. Januar: Esper Konstantinowitsch Belosselski, russischer Segler (* 1871)
- 10. Januar: Raymond Thorne, US-amerikanischer Schwimmer (* 1887)

- 07. Februar: Enrico Bruna, italienischer Ruderer (* 1880)

- 05. März: Charles Winder, US-amerikanischer Sportschütze (* 1874)
- 19. März: Nils-Erik Haglund, schwedischer Schwimmer (* 1893)

- 09. Mai: Henry Pankhurst, britischer Leichtathlet (* 1884)
- 23. Mai: August Nilsson, schwedischer Leichtathlet und Tauzieher (* 1872)

- 03. Juni: Coenraad Hiebendaal, niederländischer Ruderer (* 1879)
- 06. Juni: William Lane-Joynt, britischer Sportschütze (* 1855)

- 03. Juli: James Mitchel, US-amerikanischer Leichtathlet (* 1864)
- 20. Juli: Henry Hoobin, kanadischer Lacrossespieler (* 1879)
- 26. Juli: Lennart Lindroos, finnischer Schwimmer (* 1886)
- 31. Juli: Charles Barney Cory, US-amerikanischer Golfspieler und Ornithologe (* 1857)

- 13. August: Edvart Christensen, norwegischer Regattasegler (* 1867)

- 06. September: Malcolm MacDonald, US-amerikanischer Tennisspieler (* 1865)
- 12. September: Carlo Maffeis, italienischer Motorradrennfahrer (* 1883)

- 11. November: Léon Moreaux, französischer Sportschütze (* 1852)
- 15. November: James H. Johnson, britischer Eiskunstläufer (Paarlauf) (* 1875)
- 18. November: Con Leahy, irischer Leichtathlet (* 1876)

- 06. Dezember: Jesse Carleton, US-amerikanischer Golfspieler ( 1862)
- 17. Dezember: Jules Trinité, französischer Sportschütze (* 1856)

- Jean Cau, französischer Ruderer (* 1875)